# 塔拉斯·米哈利克
塔拉斯·米哈利克（烏克蘭語：Тарас Володимирович Михалик，1983年10月28日—）是烏克蘭的一名足球選手。司職後衛。他現在效力于烏克蘭足球超級聯賽球隊基輔迪納摩。他也代表烏克蘭國家足球隊參賽。他是一位多面手，在場上可勝任除門將外的所有位置。他在青訓時期曾司職前鋒。在2005-06賽季轉會至基輔迪納摩。在迪納摩效力期間他由中場轉型為後衛。